# 切爾沃內 (布利茲紐基市鎮)
48°40′58″N 36°42′26″E / 48.68278°N 36.70722°E
切爾沃內（羅馬化：Chervone）是位於烏克蘭東部的村莊，由哈爾科夫州洛佐瓦區的布利茲紐基市鎮負責管轄。該村處於薩馬拉河左岸，距離巴希利夫卡1公里，始建於1880年，面積0.36平方公里，海拔高度89米，2001年人口180。